# St. Arnold
St. Arnold is een plaats in de Duitse gemeente Neuenkirchen (Kreis Steinfurt), deelstaat Noordrijn-Westfalen.
Het huidige dorp is kort na de Tweede Wereldoorlog gebouwd als nieuw thuis voor enkele duizenden Heimatvertriebene, Duitsers die uit o.a. Silezië en Oost-Pruisen moesten vertrekken, omdat deze gebieden in 1945 aan Polen en de Sovjet-Unie toevielen.
Het dorp heeft (2019) ca. drieduizend inwoners en ligt ten zuidoosten van de hoofdplaats van de gemeente, Neuenkirchen.
Sankt Arnold bestaat nagenoeg geheel uit woonwijken.